# Nino Surguladze
Nino Surguladze (en géorgien : ნინო სურგულაძე), née à Tbilissi, en Géorgie, est une mezzo-soprano géorgienne.

## Biographie
Née à Tbilissi, Nino Surguladze étudie le chant chez Guliko Kariauli au conservatoire de Tbilissi. Après avoir remporté un prix au concours international de chant Francesco Viñas à Barcelone, elle obtient une bourse d'études à l'Accademia Teatro alla Scala (it),,, où elle étudie avec Leyla Gencer et Luciana Serra.
Elle fait ses débuts à l'opéra en tant que Cuniza dans Oberto de Verdi et Zulma dans L'italiana in Algeri de Rossini à Milan en 2002, et est depuis apparue dans de nombreux opéras du monde entier.
Elle apparaît dans le film italien Rigoletto a Mantova (it) ainsi que dans les films géorgiens Valsi Pechoraze et Metichara.
Nino Surguladze est l'un des fondateurs de la fondation de bienfaisance Desire Tree, qui vise à aider les enfants ayant besoin de soins médicaux,.

## Répertoire d'opéra
- Bellini
  - Adalgisa (Norma)[10]
- Berlioz
  - Marguerite (La Damnation de Faust)[11]
- Bizet
  - Carmen (Carmen)[12]
- Gounod
  - Siebel (Faust)[13]
- Tchaïkovski
  - Olga (Eugène Onéguine)[14]
- Mascagni
  - Santuzza (Cavalleria rusticana)[15]
- Mozart
  - Dorabella (Così fan tutte)[16]
- Verdi
  - Amneris (Aida)[17]
  - Fenena (Nabucco)[18]
  - Maddalena (Rigoletto)[19]

## Discographie
- Giuseppe Verdi : Rigoletto, Arthaus, DVD, 2010
- Bizet : Carmen, Dynamic, DVD, 2009
- Sergei Prokofiev : Betrothal in a monastery, Glyndebourne, CD, 2006
- Giuseppe Verdi : Nabucco, Arthaus, DVD, 2006
- Gioacchino Rossini : Moïse et Pharaon, TDK, DVD, 2005
- Shostakovich : Lady Macbeth of Mtsensk, EMI Classics, DVD, 2002

## Récompenses et distinctions
En 2010, le président de la Géorgie Mikheil Saakachvili lui décerne l'Ordre présidentiel d'excellence,.